# 外耳
外耳（英語：outer ear，external ear）是耳的外部结构，包括耳廓和外耳道。 外耳负责收集声能，将其传递至中耳的鼓膜处。

## 结构

### 耳廓
耳廓是外耳位于体外可见的部分，内部由一层黄色弹性软骨组成。耳廓与周围部位通过肌肉和韧带相连，与外耳道口通过结缔组织相连。许多哺乳动物可以藉由移动耳廓以更好地接受不同方位的声音，但是人类并不具有此项能力。人耳的耳廓底部有耳垂。

### 外耳道
耳廓收集的声波进入外耳道，直通中耳的鼓膜处。

## 临床
外耳畸形可由遗传疾病导致，也可由如辐射、感染之类的环境因素导致，包括耳前瘘管、克鲁松氏症候群等。许多可通过手术矫正。
此外，细菌等感染可以发外耳炎，俗称“游泳耳”。